# Eduard van Nunen
Eduard van Nunen ((Besoyen, gemeente Waalwijk, 2 juli  1939 - Best, 22 november 2017)) was een Nederlands kunstschilder.

## Figuratief surrealisme

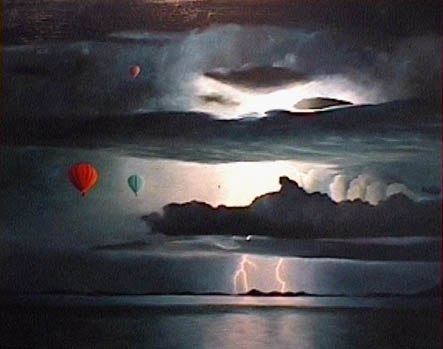
Ballonnen naar onbekende bestemming

Eduard van Nunen is geïnteresseerd in de realiteit. Als onderwerp neemt hij vaak een landschap met sterke luchtpartijen. Eduard legt zijn dromen en de uiting van gedachten vast. Eduard behoort dan ook tot de stroming van figuratief surrealisme. Zijn schilderijen zijn in zekere zin ook verwant met het magisch realisme. Objecten die gewoonlijk niet te combineren zijn, worden naast elkaar geplaatst. 
Zijn schilderijen zijn dan ook een exacte weergave van zijn droombeelden. Surrealisten hebben als doel schrikreacties, verbazing of opwinding bij het publiek teweegbrengen. Alleen door dergelijke heftige reacties en ervaringen, willen mensen overwegen hetgeen zij geloven los te laten. Dat is precies wat surrealisten voor ogen hebben. Alleen dan kan men de waarden en normen van de maatschappij veranderen.

## Voorbeelden
Niet voor niets noemt Van Nunen de surrealisten Carel Willink, René Magritte, Paul Delvaux en Salvador Dali als zijn grote voorbeelden.
Daar hij autodidact is, heeft hij met de jaren een geheel eigen stijl van schilderen gecreëerd. Om zijn technische kennis te verdiepen heeft hij vijf jaar de Famous Artist School gevolgd. 
Van Nunen schildert voornamelijk in olieverf en op linnen. De afgelopen jaren heeft hij al verschillende exposities gehad in Nederland en België.

## Exposities
2014 Kunstroute Best